# مارتین ایکس‌بی-۱۶
مارتین ایکس‌بی-۱۶ (به انگلیسی: Martin XB-16) یک هواگرد ساختِ کارخانهٔ گلن ال. مارتین کمپانی در کشور ایالات متحده آمریکا است.